# Syriërs in Nederland
Met Syriërs in Nederland (Arabisch: سوريون في هولندا) worden in Nederland levende Syriërs, of Nederlanders van Syrische afkomst aangeduid. Begin 2024 maakten de Syriërs 0,9% van de bevolking uit.

## Geschiedenis
In de jaren 1960 ontstond in Twente een gemeenschap van Aramese vluchtelingen, waaronder ook afkomstig uit Syrië, voornamelijk uit het gouvernement Al-Hasakah. Zij kwamen naar Nederland als gastarbeiders en later als vluchtelingen. Hun religieuze identiteit was Syrisch-orthodox. In 1977 werd de eerste Syrisch-orthodoxe kerk van Europa in Hengelo geopend; in 1981 volgde een klooster in Glane.
De meeste Syriërs zijn naar Nederland gekomen als gevolg van de burgeroorlog in Syrië. De massale komst van Syriërs en andere migranten wordt ook wel de Europese vluchtelingencrisis genoemd. Het aantal Syriërs in Nederland steeg om die reden van 11 665 in 2013 naar 165 557 in 2024.

## Demografie
| Jaar | Aantal  |
| ---- | ------- |
| 2011 | 010 659 |
| 2013 | 011 665 |
| 2015 | 022 568 |
| 2017 | 072 903 |
| 2019 | 098 090 |
| 2021 | 113 126 |
| 2023 | 144 991 |
| 2024 | 165 557 |